# Kurt Zimmer (Richter)
Kurt Zimmer (* 15. September 1885 in Hamburg; † 9. August 1941) war ein deutscher Reichsgerichtsrat.

## Leben
Er schlug als Sohn eines Oberstleutnants die juristische Laufbahn ein. Er legte 1908 die erste Staatsprüfung ab  mit „gut“, die zweite 1912 mit „Auszeichnung“. Er wurde im selben Jahr Assessor und ein halbes Jahr später Amtsrichter am Amtsgericht Verden (Aller). 1920 wurde er Landgerichtsrat beim Landgericht Verden. 1925 wurde er dort Landgerichtsdirektor. 1926 wurde er Kammergerichtsrat in Berlin. Zum Ministerialrat im preußischen Justizministerium ist er 1929 ernannt worden. An das Reichsgericht wechselte er am 1. September 1933 und gehörte diesem bis zu seinem Tod 1941 an. 

## Parteizugehörigkeit
- 30. Januar 1933 bis zur Auflösung der Deutschnationalen Volkspartei

## Ehrungen
- 1938 Silbernes Treudienst-Ehrenzeichen